# Blis-et-Born
Blis-et-Born korábbi község Franciaországban, Dordogne megyében. Lakosainak száma 476 fő (2018. január 1.). Blis-et-Born Le Change, Saint-Antoine-d’Auberoche, Milhac-d’Auberoche és Eyliac községekkel határos.
2017. január 1-jén öt másik korábbi községgel egyesült és az így létrejött Bassillac et Auberoche új község része lett.

## Népesség
A település népességének változása:
| Lakosok száma | 251  | 235  | 273  | 305  | 332  | 430  | 457  | 462  | 466  | 476  |
|               | 1968 | 1975 | 1982 | 1990 | 1999 | 2011 | 2013 | 2015 | 2017 | 2018 |